# دانشکده پزشکی سمنان
دانشکده پزشکی دانشگاه علوم پزشکی سمنان یکی از دانشکده‌های پزشکی ایران وابسته به دانشگاه علوم پزشکی سمنان در سمنان است. این دانشکده در سال ۱۳۶۷ بنیانگذاری شد و دارای ۲ بیمارستان آموزشی است.

## تاریخچه
دانشکده پزشکی سمنان در سال ۱۳۶۷ بنیانگذاری شد. هم‌اکنون ریاست این دانشکده را الهام صفاریه برعهده دارد.